# SZVARZ-Ikarus 283T
A SZVARZ-Ikarus 283T az Ikarus 283-as autóbusz alapján készített trolibusz.

## Története
A Szovjetunió fővárosában, Moszkvában az 1980-as évek végén szükségessé vált nagyobb befogadóképességű trolibuszok forgalomba állítása, mivel a csuklós ZiU–10-esek nem érkeztek megfelelő ütemben. A SZVARZ (Szokolnyicseszkij Vagonoremontno-sztroityelnij Zavod – Szokolnyiki Vagonjavító és -Gyártó Üzem) az MTRZ-vel (Moszkovszkij Trollejbusznoremontnij Zavod – Moszkvai Trolibuszjavító Üzem) együttműködve csuklós Ikarus buszokat alakított át trolibusszá. A Dinamo gyárból érkező elektromos alkatrészekkel először Ikarus 280-asokat, majd 1991-ben öt darab Ikarus 283.00 típusú buszt is átépítettek, hajtásuk megegyezett a ZiU trolikéval. Összesen 58 darab trolit készített a SZVARZ Ikarus alapokon, ebből öt volt 283T, a többi 280T. A 0044–0048 pályaszámú SZVARZ-Ikarus 283T típusjelzésű trolik Moszkvában álltak forgalomba, a 0046-os 1992-ben Tverbe került. A trolikat 2004-ben selejtezték.

## Fordítás
Ez a szócikk részben vagy egészben  a(z)   СВАРЗ-Икарус című orosz Wikipédia-szócikk fordításán alapul.  Az eredeti cikk szerkesztőit annak laptörténete sorolja fel. Ez a jelzés csupán a megfogalmazás eredetét és a szerzői jogokat jelzi, nem szolgál a cikkben szereplő információk forrásmegjelöléseként.